# 16048 Eddiedai
16048 Eddiedai è un asteroide della fascia principale. Scoperto nel 1999, presenta un'orbita caratterizzata da un semiasse maggiore pari a 3,0606848 au e da un'eccentricità di 0,1041369, inclinata di 0,85193° rispetto all'eclittica.